# Jeffrey C. Hall
Jeffrey Connor Hall, född 3 maj 1945 i New York i New York i USA, är en amerikansk genetiker och kronobiolog, och är professor emeritus i biologi vid Brandeis University.

## Biografi
Hall är son till en reporter vid Associated Press, och påverkades mycket av faderns uppmaningar till att hålla sig uppdaterad i dagstidningen om de senaste händelserna. Som gymnasieelev planerade han att börja en karriär inom medicinen och började studera för en kandidatexamen vid Amherst College 1963. 
Under sin tid som forskarstuderande fann Hall emellertid sin passion för biologi. För sitt examensarbete började han arbeta med Philip Ives, som han ansåg var en av de mest inflytelserika människorna han mötte under sin utbildning. Hall fascinerades av studierna av Drosophila då han arbetade i Ives laboratorium, en passion som har lyst igenom i hans forskning. Under handledning av Ives studerade han rekombination och translokationsinduktion i Drosophila. Framgången i hans forskning ledde till en rekommendation att fullfölja arbetet vid University of Washington i Seattle där den biologiska institutionen var helt inriktad på genetik.
Hall började 1967 arbeta i Lawrence Sandlers laboratorium med sin forskarutbildning med att analysera åldersberoende enzymförändringar i Drosophila, med koncentration på den genetiska kontrollen av kromosombeteende hos meios. Efter att ha avslutat sitt doktorsarbete övergick han 1971 till Benzer's laboratorium där han arbetade med Doug Kankel som lärde honom om Drosophilas neuroanatomi och neurokemi.
Under hans arbete inom kronobiologi mötte Hall många utmaningar när han försökte etablera sina fynd. Specifikt kunde hans genetiska förhållningssätt till biologiska klockor inte lätt accepteras av mer traditionella kronobiologer. Under sin forskning om detta ämne mötte han skepticism när han försökte klargöra betydelsen av en sekvens av aminosyror han isolerade.
Hall ägnade sin karriär åt att undersöka den neurologiska komponenten av flugornas parningslek och beteendemässiga rytmer. Genom sin undersökning om neurologin och beteendet hos Drosophila melanogaster avslöjade Hall väsentliga mekanismer av biologiska klockor och kastade ljus över grunden för sexuell differentiering i nervsystemet.

## Hedersbetygelser
Hall invaldes i National Academy of Sciences för sitt revolutionerande arbete inom kronobiologi. Tillsammans med Michael W. Young och Michael Rosbash tilldelades han 2017 Nobelpriset i fysiologi eller medicin "för deras upptäckter av molekylära mekanismer som styr den cirkadiska rytmen".